# Tylopathes
Tylopathes is een geslacht van neteldieren uit de klasse van de Anthozoa (bloemdieren).

## Soorten
- Tylopathes atlantica Roule, 1905
- Tylopathes crispa Brook, 1889
- Tylopathes dubia Brook, 1889
- Tylopathes elegans Brook, 1889
- Tylopathes glutinata (Totton, 1923)
- Tylopathes hypnoides Brook, 1889